# Omišalj
Omišalj je općina u zapadnoj Hrvatskoj. Nalazi se u Primorsko-goranskoj županiji, na otoku Krku.

## Zemljopis
Omišalj je smješten na sjeverozapadnom dijelu otoka Krka, na dijelu na kojem se otok najviše približava kopnu. Izdižući se na strmoj stijeni, Omišalj dominira okolnim prostorom Kvarnera.

## Stanovništvo
| broj stanovnika | 1402  | 1541  | 1686  | 1816  | 1860  | 1803  | 1670  | 1555  | 1270  | 1170  | 949   | 976   | 1235  | 2723  | 2998  | 2983  | 2992  |
|                 | 1857. | 1869. | 1880. | 1890. | 1900. | 1910. | 1921. | 1931. | 1948. | 1953. | 1961. | 1971. | 1981. | 1991. | 2001. | 2011. | 2021. |

| broj stanovnika | 1329  | 1460  | 1595  | 1697  | 1747  | 1651  | 1529  | 1414  | 1095  | 1017  | 791   | 765   | 914   | 1554  | 1790  | 1868  | 1877  |
|                 | 1857. | 1869. | 1880. | 1890. | 1900. | 1910. | 1921. | 1931. | 1948. | 1953. | 1961. | 1971. | 1981. | 1991. | 2001. | 2011. | 2021. |

## Povijest
Iako se Omišalj spominje u XII. st. kao "Castri musculi" (od lat. "Ad musculi" - mjesto školjaka) Omišalj ima predhistorijske temelje.
Njegov se razvoj može pratiti od liburnijskih i rimskih vremena, pa preko krčkih knezova Frankopana do danas. 
Na području stare gradske jezgre postojala je prapovijesna gradina (kastelijer). Na kraju prapovijesti Omišalj je naseljen Liburnima Fertinatima i Kuriktima 
Područje današnje općine Omišalj bilo je 49. godine prije Krista poprište važne pomorske bitke koja se odigrala na širem području uvale Voz, odnosno rta Bejavec i Tihog kanala, mjestu na kojem se otok Krk najviše približava kopnu. Bitka predstavlja jednu od najkrvavijih epizoda u građanskom ratu između Cezara i Pompeja, a sam Cezar je više puta spominje u svom djelu O građanskom ratu pod nazivom Ad Curictam (pored Krka). Rimljani stanovništvu Krka krajem I.st. daju povlašten status, a njihova središta Curicum (Krk) i Fulfinum postaju rimski gradići, municipiji.
Po dolasku na ove prostore u VII. stoljeću, Hrvati najprije zaposjedaju priobalje, a nedugo nakon toga i otok Krk. Prva skupina zaposjeda sjeverni dio otoka od Omišlja sve do Dubašnice. O tome govori svjedoči karakteristično če - jedinstven i najstariji oblik čakavštine, točnije čekavice, ishodišnog prahrvatskog govora. Čekavica nije karakteristična za ostale dijelove otoka, a u Omišlju se održala do danas.
Pod hrvatskim imenom Omišal prvi se put spominje 1453. godine u ispravi kojom knez Ivan Frankopan prodaje pasište Ert našim vermin dobrim slugam popom i svemu puku od našeg grada Omišla.
Omišalj je još od XI. st. važan centar pismenosti i glagoljaštva, a prvi pisani spomenici potječu iz 12.st.
Prepisivanjem knjiga bavio se i Vid, «pisec z Omišla», koji je za crkvu u Roču 1396. godine napisao brevijar poznat kao Brevijar Vida Omišljanina (knjiga se čuva u Nacionalnoj biblioteci u Beču). Najstariji poznati glagoljski misal, koji se pod nazivom Ilirico IV. (prva četvrtina 14. stoljeća) čuva u Vatikanskoj knjižnici, također potječe iz Omišlja.
Srednji je vijek na otoku Krku obilježen je vladavinom krčkih knezova Frankopana koji su Krk približili najvišim civilizacijskim dosezima toga doba. Najveće su im zasluge u promicanju kulture i umjetnosti i očuvanju hrvatskog jezika i glagoljice.
Zadnji krčki knez Ivan VII. Frankopan (koji je dao izgraditi omišaljsku kulu Kešte) nije se snašao među vojnim i političkim izazovima koji su ga zadesili. Kada je vojska ugarskog kralja Matije Korvina 1480., okupirala Omišalj on je bježeći «privremeno» Mlečanima predao otok. Kad su Mađari otišli Mlečani su preuzili vlast nad otokom koja je trajala sve do pada Mletačke Republike 1797. Omišalj je izgubio nekadašnju važnost, nastupilo je doba ekonomske i svake druge stagnacije uz otuđenja dobara i prirodnih resursa.
Početkom Austro-Ugarske uprave započinje faza novog poleta koja se očituje u uređenju uprave i sudstva, izradom katastra, gruntovnice, ali i na polju školstva, zdravstva i drugih javnih potreba.

## Gospodarstvo
Današnji Omišalj, zahvaljujući podneblju, klimi, blizini mosta, zračne luke i grada Rijeke, privlačna je destinacija za brojne turiste.

## Poznate osobe
- Mila Kumbatović (Omišalj, 1915. – 2004.),  slikarica i kiparica. Boravila je svake godine 6 mjeseci u Zagrebu, a 6 mjeseci u Omišlju sve do svoje smrti 2004. Tu je zajedno sa svojim suprugom akademskim slikarom Otonom Glihom, stvarala svoja djela. Grad Omišalj odužio se umjetnicima postavljanjem spomen-ploče na njezinu rodnu kuću koja se nalazi u samom središtu.
- Katica Ivanišević, bivša rektorica Sveučilišta u Rijeci i predsjednica Županijskog doma Hrvatskog državnog sabora
- Anton Franki, katolički svećenik, crkveni povjesničar

## Spomenici i znamenitosti
Osobitu spomeničku vrijednost ima župna Crkva Uznesenja Marijina. Pretpostavlja se da je njezin početak u XII. stoljeću. Građena je kao trobrodna romanička bazilika, a tijekom vremena je pregrađivana i nadograđivana. Na pročelju crkve je prozorska rozeta s glagoljskim natpisom, djelo meštra Sinoge, ugrađena 1405. godine. U luneti portala je pleterni reljef s prikazom križa i palmi u predromaničkoj maniri. Uz to, u crkvu je ugrađeno još dvadesetak kamenih ulomaka s motivima pleterne ornamentike pa je velika vjerojatnost da je na istom mjestu postojala crkva ranog srednjeg vijeka. U crkvi se nalazi romanički, renesansni i barokni namještaj, a posebnu vrijednost predstavljaju oltarna pala na oltaru Srca Isusova i drveni triptih Jacobella del Fiore iz XV. stoljeća.
Fulfinum – Mirine, antički grad i ranokršćanski kompleks u uvali Sepen kod Omišlja.

## Šport
- NK OŠK Omišalj

## Vanjske poveznice
- Službene stranice Općine Omišalj